# Rivière Bergeron
La rivière Bergeron est un affluent de la rive sud du Lac Mégantic lequel se déverse dans la rivière Chaudière ; cette dernière coule vers le nord pour se déverser sur la rive sud du fleuve Saint-Laurent.
La rivière Bergeron coule dans les municipalités de Val-Racine et de Piopolis, dans la municipalité régionale de comté (MRC) de Le Granit, dans la région administrative de l'Estrie, au Québec, au Canada.

## Géographie
Les principaux bassins versants voisins de la rivière Bergeron sont :
- côté nord : ruisseau Quirion, ruisseau à Lionel, rivière Victoria ;
- côté est : Lac Mégantic ;
- côté sud : rivière Clinton, rivière Chesham ;
- côté ouest : ruisseau de la Fromagerie, rivière Victoria.

La rivière Bergeron prend sa source en zone de montagne à l'est du mont Mégantic dans la municipalité de Val-Racine à environ 0,4 km à l'ouest de la limite de la municipalité de Piopolis.
À partir de sa source, la rivière Bergeron coule en zone forestière sur 12,8 km répartis selon les segments suivants :
- 0,5 km vers le sud-est, jusqu'à la limite de la municipalité de Piopolis ;
- 9,6 km vers l'est dans le canton de Marston, jusqu'à la limite du canton de Clinton ;
- 2,7 km vers l'est dans le canton de Clinton, en traversant la route 263, jusqu'à sa confluence.

La rivière Bergeron se jette sur la rive sud du lac Mégantic, dans une zone marécageuse de 4,7 km2. Cette zone est situé à 3,8 km au sud du centre du village de Piopolis, au nord-est du mont Scotch Cap et à l'ouest de la confluence de la décharge du Lac des Joncs.

## Toponymie
Le terme "Bergeron" constitue un patronyme de famille d'origine française. La rivière portait aussi le nom de rivière Annance, sur la carte de Mégantic Spider & Upper Dead river région de 1887, possiblement venant du nom du chef Abénaki  Francis Annance de la réserve de Durham, qui faisait partie des indiens de plusieurs réserves  venant chasser dans la région.
Le toponyme "rivière Bergeron" a été officialisé le 5 décembre 1968 à la Commission de toponymie du Québec.